# Sholingur
Sholingur es una ciudad y nagar Panchayat situada en el distrito de Ranipet en el estado de Tamil Nadu (India). Su población es de 30856 habitantes (2011). Se encuentra a 43 km de Vellore y a 103 km de Chennai.

## Demografía
Según el censo de 2011 la población de Sholingur era de 30856 habitantes, de los cuales 15416 eran hombres y 15440 eran mujeres. Sholingur tiene una tasa media de alfabetización del 85,61%, superior a la media estatal del 80,09%: la alfabetización masculina es del 92,14%, y la alfabetización femenina del 79,16%.